# 三原光尋
三原 光尋（みはら みつひろ、1964年 - ）は、日本の映画監督。京都府出身。

## 略歴
大阪芸術大学芸術学部芸術計画学科卒業。在学中より映像製作を始め、地元関西を舞台にコテコテのコメディから、さまざまな少年少女たちの青春を瑞々しく描いた作品を発表。近年ではテレビドラマの脚本・監督も手がけている。
代表作に『燃えよピンポン』、『あしたはきっと…』（主演：吹石一恵）、『村の写真集』（主演：海東健）など。1994年、咲くやこの花賞受賞。
特技は料理（特に中華）と魚釣りである。

## 作品

### 映画
- 栄養成分表示（1990年）
- 風の王国（1992年） - 第8回福岡アジア映画祭グランプリ
- 真夏のビタミン（1993年）
- SLAP HAPPY（1996年） - おおさか映画祭新人監督賞
- 燃えよピンポン（1997年）
- ある日ちびがいたよ（1997年）
- ヒロイン なにわボンバーズ（1998年）[1]
- 絵里に首ったけ（2000年） - ラブシネマ作品の一作[2][3][4]
- あしたはきっと…（2001年）
- ドッジGO!GO!（2002年）
- 村の写真集（2004年） - 【第8回上海国際映画祭最優秀作品賞、最優秀男優賞：藤竜也[5]】
- スキトモ（2007年）
- エロチック乱歩　屋根裏の散歩者（2007年）
- 歌謡曲だよ、人生は第5話「女のみち」（2007年5月公開）
- しあわせのかおり（2008年）
- ムラサキカガミ（2010年6月公開）
- メリーさんの電話（2011年2月公開）
- あしたになれば。（2015年公開）
- 劇場版 広告会社、男子寮のおかずくん（2019年7月公開）
- 高野豆腐店の春（2023年8月公開） - 監督・脚本
- アントニオ猪木をさがして（2023年10月公開） - 監督

### テレビドラマ
- ケータイ刑事 銭形シリーズ（2002年～2009年） - 監督・脚本
- 恋する日曜日セカンドシリーズ 「僕の森」（2005年） - 監督
- 文學の唄 恋する日曜日 「女難」（2005年） - 監督
- BS-i開局5周年ドラマ「愛の道 チャイナロード」（2005年） - 監督
- 女子大生会計士の事件簿 「それゆけ！萌ちゃん事件」「騒がしい探偵と怪盗」（2008年） - 監督
- 恋とオシャレと男のコ 「晴れときどきゴースト」（2009年） - 監督
- もひかん家の家族会ぎ（2017年） - 監督
- 広告会社、男子寮のおかずくん（テレビ神奈川、2019年1月から3月まで） - 監督

### テレビアニメ
- まっすぐにいこう。（2003年） - 脚本

### 舞台
- 劇団ゲキハロ第8回公演「おばぁちゃん家のカレーライス〜スマイルレシピ〜」（2010年） - 演出

### ラジオ
- せのぱら - 代演（2013年12月13日）